# Sinduit
Sinduit (en grec ancien : Συνδυίτ) est un fonctionnaire byzantin d'origine gothe, du vie siècle, pendant le règne de l'empereur Justinien (527-565). Il est actif dans la préfecture du prétoire d'Afrique en tant que commandant subordonné du maître des soldats Jean Troglita.
La position qu'il occupe dans la province est inconnue. Il dispose peut être de quelques commandement parmi les maîtres des soldats et des tribuns, peut-être même un homme spectaculaire, comme le suggèrent les auteurs de Prosopography of the Later Roman Empire.
Il apparaît pour la première fois dans la désastreuse bataille de Marta de l'été 547, dans laquelle conserve le flanc gauche avec Geisirith et Putzintulus. Lors de la bataille des champs de Caton qui s'ensuivit pendant l'été 548, il reste près du chef berbère pro-byzantin Ifisdaïas et Fronemuth.

## Référencement